# Uddbyviken

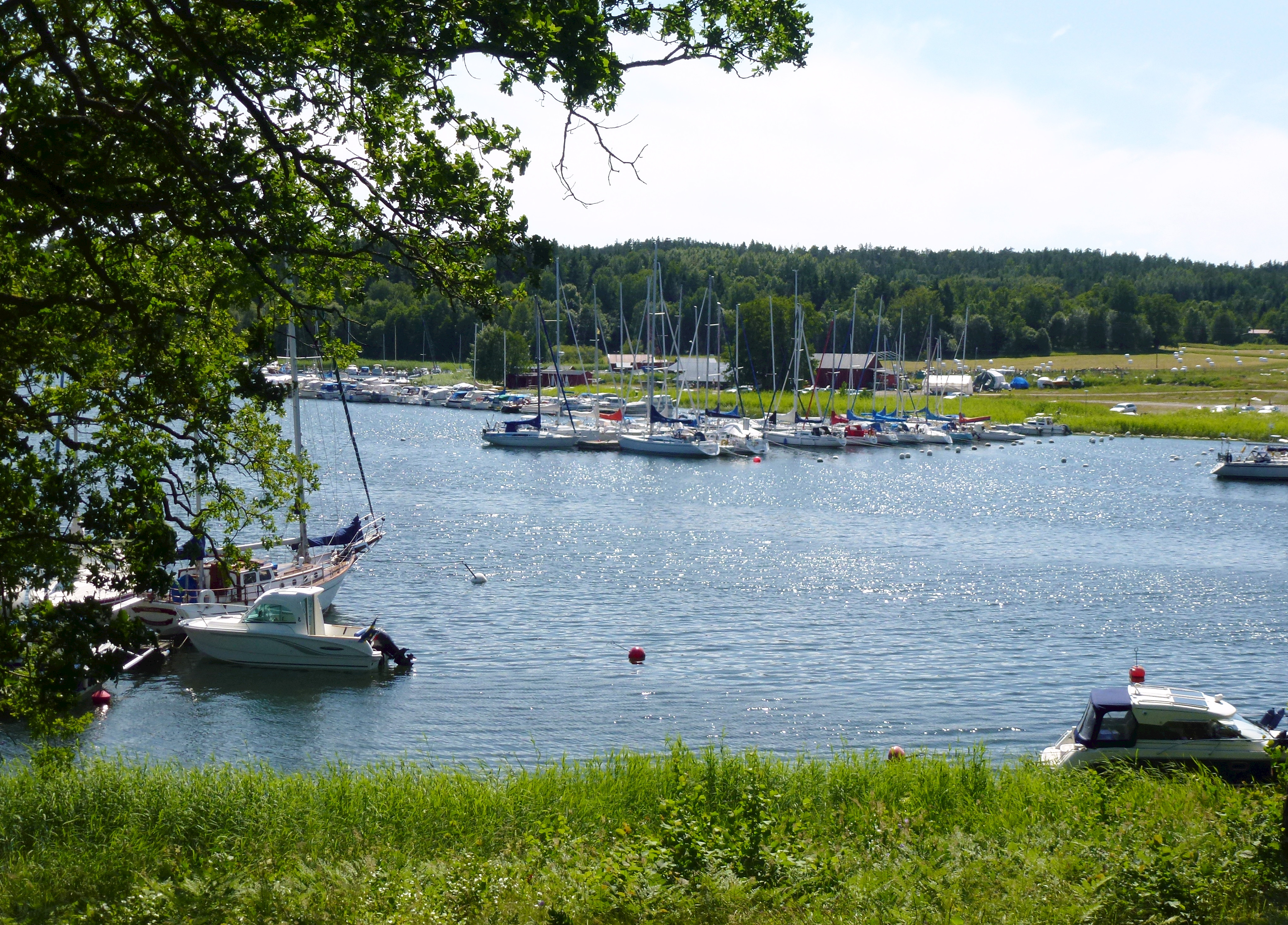
Uddbyviken, vy mot sydväst, juli 2013.

Uddbyviken är en vik av Kalvfjärden och en del av Tyresåns sjösystem i Tyresö kommun. 

## Geografi
Uddbyviken är en typisk sprickdal, cirka 2 kilometer lång och vid sitt smalaste ställe cirka 20 meter bred. Djupet varierar mellan 2,5 meter och 4,8 meter. I norr ligger Albysjön som vid Uddby kvarn har en fallhöjd på cirka 14 meter ner till Uddbyviken. I syd övergår viken till Kalvfjärden och Östersjön.

## Verksamheter
Albysjöns vattenfall mot Uddbyviken nyttjades redan på medeltiden för att driva en vattenkvarn. På platsen uppstod så småningom en industriverksamhet med Sveriges första pappersbruk (nedlagd 1750), en mjölkvarn (nedbrunnen 1895) och Stockholmstraktens första vattenkraftverk, som byggdes 1898 och fortfarande är i drift.

## Bilder

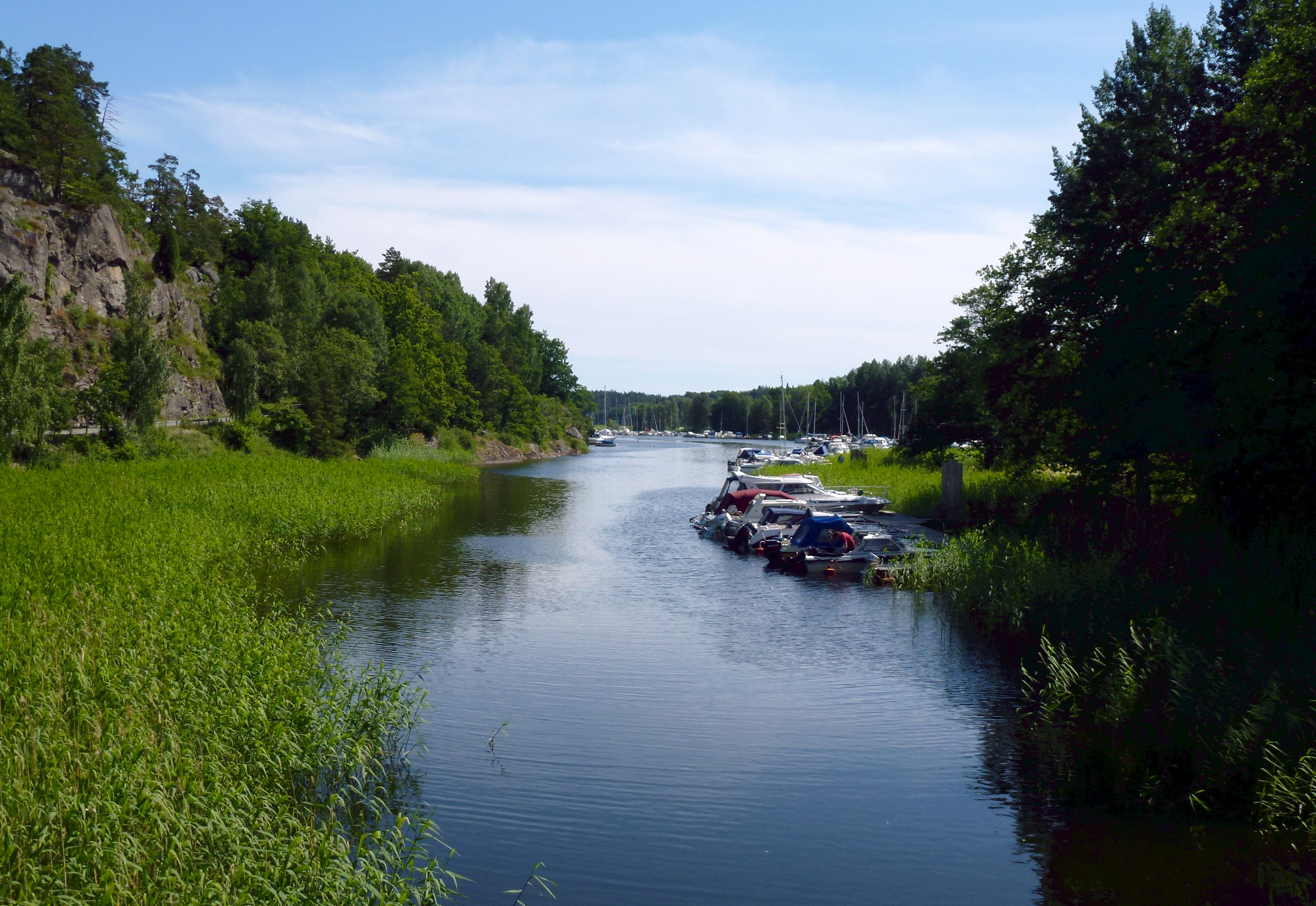
Uddbyviken, vy söderut
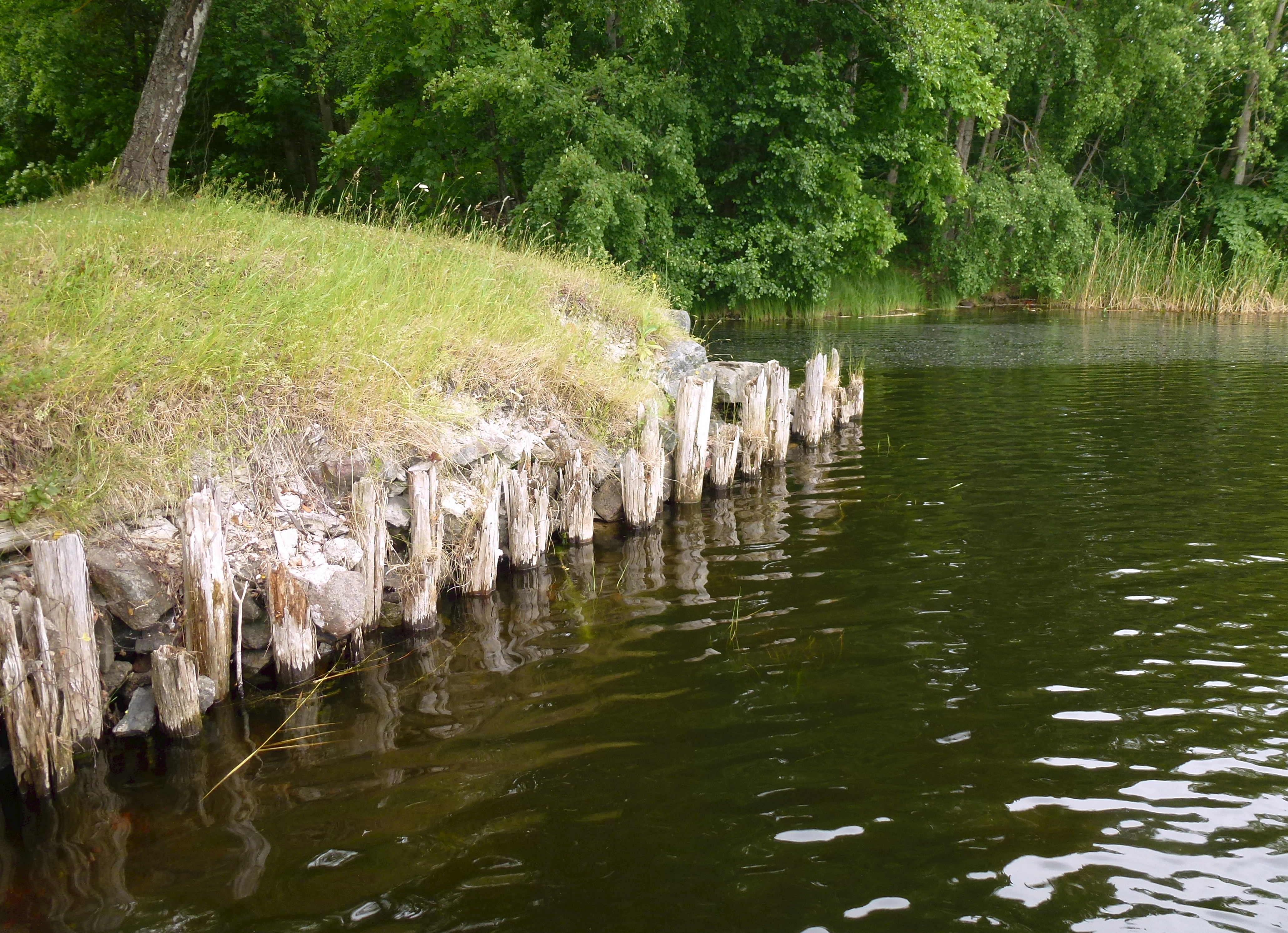
Uddbyviken vid Uddby kvarn
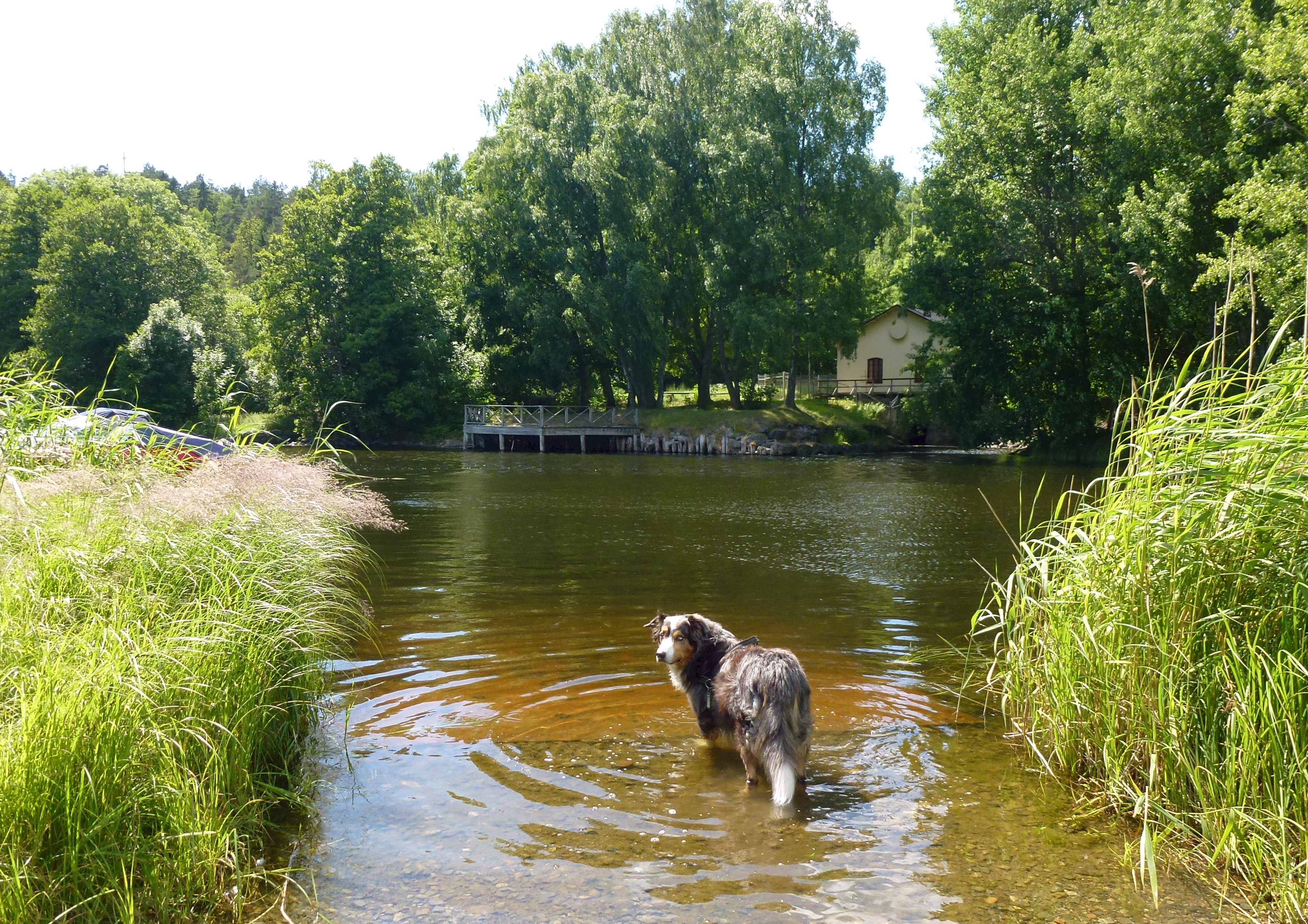
Uddbyviken vid Uddby kvarn
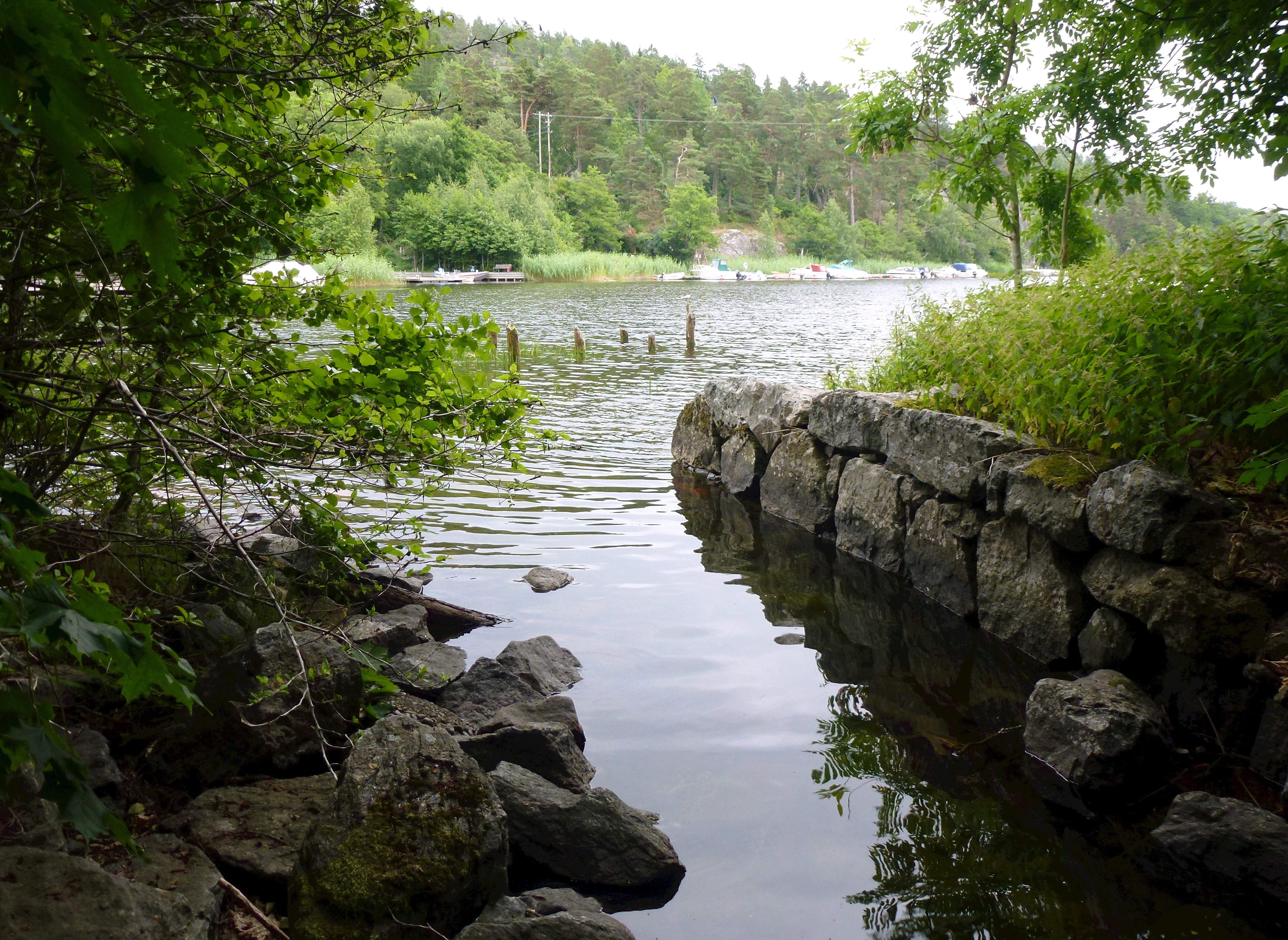
Uddbyviken vid Uddby kvarn